# Guvernul Victor Ponta (1)
Guvernul Victor Ponta (1) a deținut puterea executivă în România între 7 mai 2012 și 21 decembrie 2012. La data de 7 mai 2012 a primit votul de încredere al Parlamentului României și a depus jurământul de credință. Acest cabinet a fost succesorul Guvernului Mihai Răzvan Ungureanu, care a pierdut încrederea Parlamentului în urma aprobării moțiunii de cenzură depusă de USL. Guvernul Ungureanu este al doilea guvern român care cade prin moțiune de neîncredere.
Guvernul Ponta (1) a fost susținut de către Uniunea Social Liberală, formată din Partidul Social Democrat și Alianța de Centru-Dreapta care este formată din Partidul Național Liberal și Partidul Conservator. El a fost urmat din decembrie 2012 de guvernul Victor Ponta (2).

## Istoric
În urma plecării lui Sorin Frunzăverde din Partidul Democrat Liberal, un număr mare de parlamentari au părăsit partidele care susțineau Guvernul Ungureanu și s-au înscris în partidele care erau în opoziție (PSD, PNL și PC) sau au rămas independenți dar au promis că se vor pronunța pentru demiterea guvernului dacă vor avea ocazia. Plecarea parlamentarilor din PD-L și UNPR a fost cauzată în principal de scăderea încrederii românilor în partidele de guvernământ.
La data de 27 aprilie 2012, Guvernul Mihai Răzvan Ungureanu a fost demis de către Parlamentul României prin adoptarea unei moțiuni de cenzură depusă de coaliția de opoziție, USL. Urmând procedurile constituționale, președintele României, Traian Băsescu l-a desemnat pe Victor Ponta să formeze noul guvern, după ce nici un alt partid nu a propus un alt candidat pentru funcția de prim ministru.
La data de 7 mai 2012, Parlamentul României a acordat încrederea guvernului Victor Ponta, acesta pretinzând la 29 aprilie că va conduce cel mai cinstit guvern.
La data de 17 decembrie 2012, în urma victoriei USL la alegerile legislative din 9 decembrie 2012, președintele Traian Băsescu l-a numit din nou pe Victor Ponta în funcția de premier. Guvernul Victor Ponta (2) este alcătuit din 3 vicepremieri, 14 miniștri, 8 miniștri delegați și a depus jurământul în fața președintelui Traian Băsescu la data de 21 decembrie 2012. Cei 3 vicepremieri sunt: Liviu Dragnea (PSD)- ministrul Administrației și Dezvoltării Regionale, Daniel Chițoiu (PNL)- ministrul Finanțelor, Gabriel Oprea (UNPR) - vicepremier fără portofoliu, pe domeniul apărare și siguranță națională.

## Programul de guvernare
Programul de guvernare al Guvernului Victor Ponta a avut următoarele obiective :
- Realizarea unui mix eficient între politicile de stimulare a creșterii economice și obiectivul asigurării stabilității economice și financiare a țării;
- Continuarea acordurilor cu partenerii externi (Uniunea Europeană, Fondul Monetar Internațional, Banca Mondială);
- Realizarea unei execuții bugetare de o manieră prudentă, concomitent cu respectarea obligațiilor asumate către diferite categorii de cetățeni, și anume, în cursul acestui an, reîntregirea salariilor personalului bugetar la nivelul din iunie 2010 și restituirea sumelor reținute fără bază legală pensionarilor;
- Creșterea încasărilor bugetare prin eficientizarea administrării fiscale, îndeosebi prin aplicarea de proceduri moderne de control, lupta fermă împotriva evaziunii fiscale și a corupției, precum și prin utilizarea cu rezultate cuantificabile a banului public (reducerea drastică a cheltuielilor materiale ale instituțiilor bugetare și ierarhizarea investițiilor publice în funcție de influențele economico-sociale favorabile ale acestora);
- Elaborarea pe baze fundamentate a cadrului bugetar multianual pentru stimularea mediului de afaceri și întărirea clasei de mijloc;
- Guvernul susține semnarea de către România a Tratatului Fiscal promovat la nivel european și va stimula dezbaterea publică a prevederilor sale, urmând să adopte cu operativitate și alte măsuri de întărire a guvernanței economice adoptate la nivelul Uniunii Europene.
- Creșterea substanțială a gradului de absorbție a fondurilor structurale și de coeziune până la 31 decembrie 2012.
- Demararea implementării schemei privind reabilitarea termică a clădirilor, finanțată prin Programul Operațional Regional, după aprobarea de către Comisia Europeană a realocării sumei de 150 milioane Euro de la Fondul Social European la Fondul European pentru Dezvoltare Regională.
- Finalizarea, promovarea și aprobarea noului proiect de lege a sănătății;
- Implementarea unui proiect pilot cu privire la salarizarea diferențiată, în funcție de performanță, a personalului din sistemul sanitar
- Creșterea accesibilității populației vulnerabile la servicii medicale
- Înființarea centrelor multifuncționale în zonele în care și-au încetat activitatea spitalele considerate ineficiente, pentru creșterea accesibilității populației la servicii medicale de specialitate
- Înființarea de noi centre medicale de primire urgențe în zonele cu risc crescut
- Promovarea consumului de medicamente generice pentru populație.
- Îmbunătățirea performanțelor întreprinderilor de stat, prin restructurare, cu scopul reducerii pierderilor acumulate de acestea, și prin restrângerea arieratelor, care la finele anului 2011 reprezentau 2,6% din PIB. Implementarea acelor măsuri fiscale menite să deblocheze plățile și mecanismele de compensare a TVA;
- Auditarea și evaluarea tuturor contractelor de achiziții de bunuri și servicii și de consultanță din punctul de vedere al necesității, oportunității și eficientizării actului decizional
- Implementarea corectă a legislației europene în domeniul energiei („Pachetul 3 energie”) și asigurarea independenței reglementatorului, prin trecerea ANRE în subordinea Parlamentului
- Regândirea sistemului de redevențe și a taxelor de exploatare a resurselor în acord cu prevederile comunitare.
- Continuarea procesului de privatizare, mai ales acolo unde și atunci când privatizarea aduce responsabilitate și chibzuință în gestionarea activelor economice și a resurselor, dar după finalizarea auditului asupra activității Guvernului precedent și clarificarea situației reale, tehnice și economice a societăților supuse acestui proces
- Elaborarea proiectului Codului patrimoniului cultural, prin integrarea prevederilor conținute în legile și actele normative în vigoare, precum și prin regândirea sistemului instituțional.
- Semnarea Convenției cadru a Consiliului Europei cu privire la valoarea patrimoniului cultural pentru societate și ratificarea sa de către Parlamentul României.
- Reinstituirea programului „Patrimoniului în pericol” destinat muzeelor etnografice în aer liber pe bază de cofinanțare cu contribuție privată, mecenat și sponsorizări.
- Încheierea unor parteneriate cu autoritățile locale privind finanțarea și amplasarea monumentelor de for public.
- Îmbunătățirea cooperării dintre instituțiile abilitate în combaterea evaziunii fiscale și a contrabandei (ANAF, IGPF și IGPR)
- Implementarea strategiei sectoriale pentru combaterea corupției în structurile MAI
- Continuarea eforturilor pentru aderarea României la Spațiul Schengen prin ridicarea controalelor la frontierele maritime și aeriene și stabilirea termenului de ridicare a controalelor la frontierele terestre
- Continuarea implementării sistemului integrat de securizare a frontierei
- Adoptarea măsurilor necesare pentru desfășurarea alegerilor locale și parlamentare în condiții de deplină legalitate
- Organizarea transparentă și corectă a concursurilor pentru recrutarea și promovarea în funcțiile publice și în celelalte posturi din administrația publică exclusiv pe bază de competență profesională
- Eliminarea tuturor formelor de discriminare în alocarea fondurilor guvernamentale destinate autorităților publice locale
- Promovarea Strategiei Naționale Anticorupție în vederea acceptării de către Parlamentul României
- Îndeplinirea obligațiilor asumate prin Parteneriatul strategic cu SUA
- Inițierea unui proces de promovare a personalului pe baza principiilor meritocrației, a stării de sănătate și capacităților fizice ale personalului;
- Demararea consultărilor cu societatea civilă pentru reconstrucția sistemului de pensii ocupaționale.
- Adoptarea măsurilor necesare astfel încât prefecții și subprefecții să asigure condițiile pentru buna desfășurare a procesului electoral
- Realizarea cu prioritate a obiectivelor asumate în cadrul Mecanismului de Cooperare și Verificare (MCV), iar în acest sens implementarea noilor coduri rămâne un obiectiv fundamental
- Inițierea urgentă a unor dialoguri cu colectivele de conducere ale instanțelor judecătorești, cu Consiliul Superior al Magistraturii(CSM), cu asociațiile profesionale ale judecătorilor și procurorilor, cu avocații, notarii, consilierii juridici, în vederea adoptării unui calendar corect și realist, fără sincope sau întârzieri nejustificate, al intrării în vigoare a noilor coduri: intrarea în vigoare a noului Cod de procedură civilă (termen estimat: 1 septembrie 2012), precum și pregătirea corespunzătoare a intrării în vigoare a noului Cod penal și a noului Cod de procedură penală (termen estimat: primul semestru al anului 2013)
- Accelerarea procesului de comasare a terenurilor agricole prin măsuri de sprijinire a efectuării cadastrului, asigurarea cadrului legal și instituțional necesar comasării și adoptarea de măsuri care să încurajeze tranzacțiile cu terenuri agricole în scopul comasării
- Implementarea unui program special de refacere a infrastructurii de irigații cu finanțare din fonduri europene
- Respectarea condițiilor contractuale privind finanțarea și termenele de finalizare a investițiilor în derulare
- Finalizarea secțiunilor de autostradă și a centurilor ocolitoare aflate în construcție (Autostrada București-Ploiești, Autostrada Cernavodă-Constanța, varianta de ocolire Deva-Orăștie la standard de autostradă, centurile cu profil de autostradă Arad și Constanța), a unor proiecte de reabilitare a drumurilor naționale în curs de execuție, precum și finalizarea altor obiective de infrastructură
- Demararea lucrărilor de execuție pentru tronsoanele de autostradă, cu finanțare europeană, aflate pe Coridorul IV Pan-European: (Timișoara-Lugoj, Lugoj-Deva)
- Dezvoltarea și consolidarea profilului României în UE și NATO și punerea în valoare cu mai mare eficacitate a beneficiilor ce decurg din statutul *României de membru al celor două structuri
- Continuarea eforturilor de promovare și acțiunilor ferme de susținere a aspirațiilor de integrare europeană ale Republicii Moldova va avea un loc central
- Gestionarea în condiții optime a examenelor naționale
- Deblocarea posturilor din învățământul superior
- Susținerea doctoranzilor și post-doctoranzilor prin burse din programe POSDRU
- Utilizarea fondurilor structurale pentru dezvoltarea infrastructurii comune orientate pe cercetare sau tehnologie
- Gestionarea eficientă și transparentă a resurselor
- Reîntregirea salariilor personalului bugetar
- Reanalizarea acordului tripartit privind evoluția salariului minim brut pentru 2012- 2016
- Definitivarea sistemului ghișeului unic pentru angajatori
- Crearea cadrului legislativ pentru realizarea cardului de asigurat operaționalizarea Fondului de Mediu prin alocarea cu prioritate a resurselor pentru investiții verzi și crearea de locuri de muncă verzi
- Adoptarea unei Strategii și a unui Plan Național de gestionare a deșeurilor
- Instituirea imediata a unui moratoriu privind exploatarea gazelor de șist până la finalizarea studiilor ce se află în derulare la nivel european privind impactul asupra mediului prin procedeul de fracționare [sic!] hidraulică[5]

## Critici
Guvernul Victor Ponta a primit impresii diferite, în principiu datorită măsurilor de preluare înapoi a banilor dați de guvernul Ungureanu pentru primării, bani din fonduri europene. Multe primării au declarat că nu au cum să returneze sumele înapoi, deoarece banii s-au cheltuit. Guvernul Ponta a fost acuzat și de atac politic, preferând primăriile opoziției în acțiunea de returnare a banilor europeni .
Un alt punct al criticilor a fost majorarea în tranșe a salariilor, marja de 16% punctată de guvernul Ungureanu pentru vara lui 2012 fiind împărțită în două etape - 8% în luna iunie, și 8% după desfășurarea alegerilor guvernamentale din noiembrie.
Deputatul PDL Raluca Țurcan a declarat la Sibiu, că guvernarea USL a început "cu stângul", prin propunerile de miniștri făcute până acum și prin măsurile bugetare luate, și că nu merită să rămână la putere după alegerile parlamentare din toamnă.
De asemenea, Cezar Preda a declarat că „guvernul pe care îl va propune Victor Ponta este primul cabinet după 1989 căruia i se dă puterea și nu care o preia prin alegeri”.
De mentionat faptul că si Guvernele Ungureanu și Boc 2 au fost instalate în timpul mandatului legislativului.
Un alt scandal legat de guvernul Ponta a fost nominalizarea miniștrilor; mai întâi, Victor Alistar a fost propunerea pentru un post nou-creat (în ciuda promisiunilor că guvernul va avea aceeași structură, au fost înființate cel puțin patru noi fotolii ministeriale), propunere retrasă după ce presa a dezvăluit incompatibilitatea sa constatată de un verdict irevocabil; după ce ministrul propus al învățământului, Corina Dumitrescu, a fost acuzată de plagiat a fost înlocuită de Ioan Mang care, de asemenea, a fost acuzat de plagiat și înlocuit după o săptămână. Ministrul Culturii, Mircea Diaconu, a fost declarat incompatibil cu funcția de ministru întrucât a fost senator și director al Teatrului Nottara.
În data de 13 iunie 2012 guvernul a emis o ordonanță de urgență prin care Institutul Cultural Român (ICR) a trecut de sub autoritatea președintelui României în subordinea efectivă a Senatului României. Decizia, care presupune schimbarea președintelui ICR, Horia-Roman Patapievici, și a vicepreședinților Tania Radu și Mircea Mihăieș, a stârnit reacții imediate; câteva sute de oameni au participat la "Mișcarea papioanelor", membri ai societății civile și reprezentanți ai comunității culturale din România și din străinătate au semnat o petiție online prin care au solicitat anularea ordonanței de urgență.

## Sesizări la Parchetul General pentru presupuse încălcări ale Constituției
Conform Constituției, confirmată ulterior și de o decizie a Curții Constituționale, "Președintele României participă la reuniunile Consiliului European, în calitate de președinte al României. Această atribuție poate fi delegată de către Președintele României, în mod expres, primului-ministru". În iunie 2012, Guvernul Ponta a decis unilateral, fără a cere această delegare, că delegația statului român la Bruxelles va fi condusă de primul ministru. Ministerul de externe a refuzat să trimită la Bruxelles lista delegației remisă de Președinție conform legii, și a trimis în schimb o listă proprie, cu o delegație condusă de Ponta.
În data de 12 iunie 2012, Parlamentul României a acordat primului ministru Victor Ponta un mandat pentru reprezentarea României la întrunirea Consiliului European din 28-29 iunie 2012. Mandatul Parlamentului României a fost acordat înaintea deciziei Curții Constituționale prin care a fost stabilit că președintele are dreptul de a participa la întrunirile Consiliului European.
În data de 5 iulie 2012, Parchetul General de pe lângă ICCJ a întocmit un dosar (nr. 627/P/2012) împotriva primului ministru Victor Ponta și împotriva ministrului de externe Andrei Marga în urma unui număr de plângeri penale depuse de mai multe persoane cu privire la participarea primului ministru la întrunirea Consiliului European din 28-29 iunie 2012 la Bruxelles, și cu privire la modul în care ministerul de externe a tratat problema, fapte comise împotriva legislației în vigoare . PSD susține că decizia CCR nu era, la momentul respectiv, publicată în Monitorul Oficial al României și pentru ea nu fusese scrisă motivarea. Totusi, decizia CCR nu a făcut decît să confirme situația legala existentă și încălcată cu bună știință. Conform sursei, „niciuna dintre sesizări nu încadra faptele reclamate în prevederile vreunei infracțiuni” 
Victor Ponta a declarat, pe 29 iunie 2012: "Dacă președintele nu va veni astăzi, în baza mandatului dat de Parlament, voi reprezenta Romania la discuțiile atât de importante. Voi respectantotdeauna deciziile CCR"
Traian Băsescu a declarat pe 6 iulie 2012, că nu a putut pleca la Bruxelles din ordinul lui Victor Ponta: "L-am ascultat în această seară pe premierul Victor Ponta, minte cu o seninătate incredibilă. A explicat cum s-a aflat la Bruxelles pe data de 28 și constatând că n-a venit președintele, mi-a cerut un mandat, după ce începuse Consiliul. Vreau să vă spun că nu am plecat la Bruxelles, dintr-un singur motiv. Din ordinul primului ministru Ponta, Ministerul de Externe a refuzat să transmită nominalizarea Președintelui și a delegației sale, pentru Consiliul European. Practic, eu nu eram recunoscut ca fiind cel care își reprezintă țara. Cred că Ponta n-o să poată fi un politician pentru că are impresia că în politică se poate minți cu seninătate. Poți să vorbești prostii, când nu știi, când ai o informație proastă. Dar când știi ce-ai făcut, că ai blocat accesul Președintelui la un drept constituțional, și vii și spui că ai salvat România, e altceva", a spus Băsescu .
Victor Ponta, întrebat de jurnaliștii unei televiziuni de știri referitor la plângerile penale existente la Parchetul de pe lângă ICCJ a afirmat că „e normal, mă prezint la Parchet oricând. Știți că eu la Parchet am fost zi de zi timp șapte ani, așa încât oricând merg cu plăcere la Parchet”.

### Constituția: Parchetul nu poate urmări penal membri de guvern
Conform Constituției României (art. 109) „numai Camera Deputaților, Senatul și Președintele României au dreptul să ceară urmărirea penală a membrilor Guvernului pentru faptele săvârșite în exercițiul funcției” lor.

### Un ziar extern
Ziarul elvețian, Neue Züricher Zeitung, descrie din punctul său de vedere astfel situația:
"cearta referitoare la participarea la recentul summit UE este un exemplu pentru disprețul la adresa independenței justiției și pentru o viziune despre justiție a guvernului, care amintește de timpurile comuniste. Noul ministru, social-democratul Victor Ponta, a trecut peste decizia curții constituționale, conform căreia președintele si nu seful guvernului trebuie sa reprezinte tara. O astfel de uzurpare nu a mai existat in Romania, dupa caderea dictatorului Ceausescu. Inainte ca decizia CCR sa poata fi publicata si sa capete valoare de act, Ponta a retras pur si simplu parlamentului controlul asupra monitorului oficial. El se află acum sub controlul guvernului, care poate acum decide dupa bunul sau plac, daca si cand se publica un verdict al inaltilor judecatori." (NZZ, manevre marsave in Romania, 6. iulie 2012 

## Componența
Cabinetul Victor Ponta a fost învestit cu încrederea Parlamentului României în 7 mai 2012 și a depus jurământul de credință în aceeași zi în fața președintelui României, Traian Băsescu.
| Minister                                                  | Nume                  | Partid | În funcție din               | Până la           |
| --------------------------------------------------------- | --------------------- | ------ | ---------------------------- | ----------------- |
| Primul Ministru                                           | Victor Ponta          | PSD    | 7 mai 2012                   | 21 decembrie 2012 |
| Vice Prim-Ministru, Ministrul Finanțelor Publice          | Florin Georgescu      | Ind.   | 7 mai 2012                   | 21 decembrie 2012 |
| Ministrul Afacerilor Externe                              | Andrei Marga          | PNL    | 7 mai 2012                   | 6 august 2012     |
| Ministrul Afacerilor Externe                              | Titus Corlățean       | PSD    | 6 august 2012                | 21 decembrie 2012 |
| Ministrul Agriculturii și Dezvoltării Rurale              | Daniel Constantin     | PC     | 7 mai 2012                   | 21 decembrie 2012 |
| Ministrul Economiei, Comerțului și Mediului de Afaceri    | Daniel Chițoiu        | PNL    | 7 mai 2012                   | 21 decembrie 2012 |
| Ministrul Administrației și Internelor                    | Ioan Rus              | PSD    | 7 mai 2012                   | 8 august 2012     |
| Ministrul Administrației și Internelor                    | Mircea Dușa           | PSD    | 8 august 2012                | 21 decembrie 2012 |
| Ministrul Apărării Naționale                              | Corneliu Dobrițoiu    | PNL    | 7 mai 2012                   | 21 decembrie 2012 |
| Ministrul Justiției                                       | Titus Corlățean       | PSD    | 7 mai 2012                   | 6 august 2012     |
| Ministrul Justiției                                       | Victor Ponta          | PSD    | 6 august 2012 (interimar)    | 23 august 2012    |
| Ministrul Justiției                                       | Mona Pivniceru        | Ind.   | 23 august 2012               | 21 decembrie 2012 |
| Ministrul Muncii, Familiei și Protecției Sociale          | Mariana Câmpeanu      | PNL    | 7 mai 2012                   | 21 decembrie 2012 |
| Ministrul Educației, Cercetării, Tineretului și Sportului | Ioan Mang             | PSD    | 7 mai 2012                   | 15 mai 2012       |
| Ministrul Educației, Cercetării, Tineretului și Sportului | Liviu Pop             | Ind.   | 15 mai 2012 (interimar)      | 2 iulie 2012      |
| Ministrul Educației, Cercetării, Tineretului și Sportului | Ecaterina Andronescu  | PSD    | 2 iulie 2012                 | 21 decembrie 2012 |
| Ministrul Transportului și Infrastructurii                | Ovidiu Silaghi        | PNL    | 7 mai 2012                   | 21 decembrie 2012 |
| Ministrul Sănătății                                       | Vasile Cepoi          | Ind.   | 7 mai 2012                   | 1 octombrie 2012  |
| Ministrul Sănătății                                       | Raed Arafat           | Ind.   | 1 octombrie 2012 (interimar) | 2 octombrie 2012  |
| Ministrul Sănătății                                       | Victor Ponta          | PSD    | 3 octombrie 2012 (interimar) | 6 noiembrie 2012  |
| Ministrul Sănătății                                       | Raed Arafat           | Ind.   | 7 noiembrie 2012             | 21 decembrie 2012 |
| Ministrul Dezvoltării Regionale și Turismului             | Eduard Hellvig        | PNL    | 7 mai 2012                   | 21 decembrie 2012 |
| Ministrul Mediului și Pădurilor                           | Rovana Plumb          | PSD    | 7 mai 2012                   | 21 decembrie 2012 |
| Ministrul Culturii și Patrimoniului Național              | Mircea Diaconu        | PNL    | 7 mai 2012                   | 29 iunie 2012     |
| Ministrul Culturii și Patrimoniului Național              | Puiu Hașotti          | PNL    | 25 iunie 2012                | 21 decembrie 2012 |
| Ministrul Comunicațiilor și Societății Informaționale     | Dan Nica              | PSD    | 7 mai 2012                   | 21 decembrie 2012 |
| Ministrul Afacerilor Europene                             | Leonard Orban         | Ind.   | 20 septembrie 2011           | 21 decembrie 2012 |
| Ministru Delegat pentru Mediul de Afaceri                 | Lucian Isar           | Ind.   | 7 mai 2012                   | 6 august 2012     |
| Ministru Delegat pentru Mediul de Afaceri                 | Mihai Alexandru Voicu | PNL    | 7 august 2012                | 21 decembrie 2012 |
| Ministru Delegat pentru Administrație                     | Victor Paul Dobre     | PNL    | 7 mai 2012                   | 6 august 2012     |
| Ministru Delegat pentru Administrație                     | Radu Stroe            | PNL    | 6 august 2012                | 21 decembrie 2012 |
| Ministru delegat pentru Dialog Social                     | Liviu Pop             | Ind.   | 7 mai 2012                   | 21 decembrie 2012 |
| Ministru pentru Relația cu Parlamentul                    | Mircea Dușa           | PSD    | 7 mai 2012                   | 6 august 2012     |
| Ministru pentru Relația cu Parlamentul                    | Dan Șova              | PSD    | 6 august 2012                | 21 decembrie 2012 |